# 圣勒米蒙 (孚日省)
圣勒米蒙（法語：Saint-Remimont，法語發音：[sɛ̃ ʁəmimɔ̃] ⓘ）是法国大東部大區孚日省的一个市镇，属于讷沙托区。

## 地理
圣勒米蒙（48°14'41"N, 5°53'56"E）面积4.6 平方千米，位于法国大東部大區孚日省，该省份为法国东北部内陆省份，北起默兹省和默尔特-摩泽尔省，西接上马恩省，南至上索恩省和贝尔福地区省，东临上莱茵省和下莱茵省。
与圣勒米蒙接壤的市镇（或旧市镇、城区）包括：韦尔河畔贝尔蒙、韦尔河畔芒德尔、诺鲁瓦、帕雷苏蒙福尔、维泰勒。

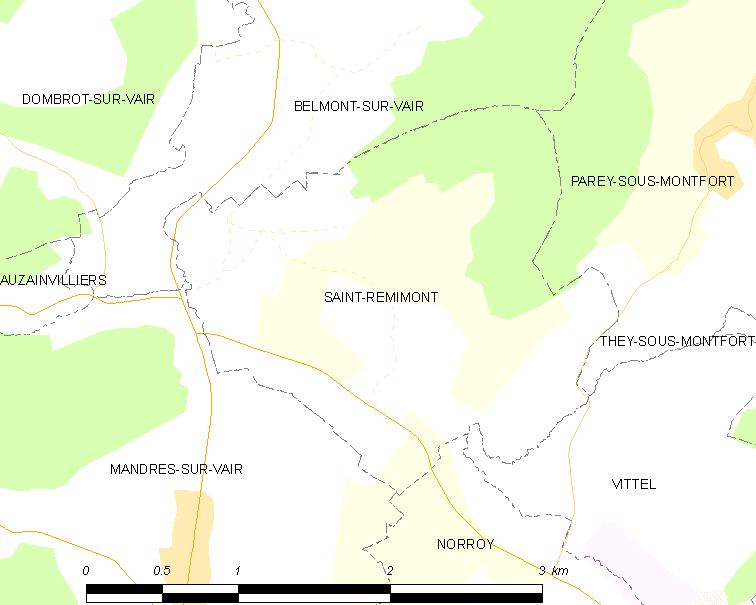
的OSM定位图

圣勒米蒙的时区为UTC+01:00、UTC+02:00（夏令时）。

## 行政
圣勒米蒙的邮政编码为88800，INSEE市镇编码为88434。

## 政治
圣勒米蒙所属的省级选区为维泰勒县。

## 人口

1962-2008年间人口变化图示

圣勒米蒙于2022年1月1日时的人口数量为211人。